# AESE Business School
 (mai 2021).
AESE Business School (en portugais : Associaçao de Estudos Superiores de Empresa) est une école de commerce portugaise fondée en 1980 avec le soutien de l'IESE Business School. Elle a son siège principal à Lisbonne et possède une délégation à Porto. L'école propose des programmes de formation de cadres, un EMBA, des programmes sectoriels, des formations courtes et des formations personnalisées. 
Elle appartient au réseau scolaire de l'IESE Business School et elle a des accords de collaboration académique avec Institut indien de management d'Ahmedabad, avec la Ross School of Business, de l'université du Michigan à Ann Arbor aux Etats-Unis, et avec l'université de Warwick en Angleterre.
Le MBA de l'AESE a reçu l'accréditation AMBA en 2019. De plus, l'établissement est certifié par la DGERT et accréditée par l'EPAS. Elle a également reçu l’Ordre du Mérite du Président de la République portugaise en 2006.